# Diga di Kawachi
La diga di Kawachi (河内ダム?, Kawachi damu) è una diga nel quartiere Yahata Higashi di Kitakyūshū, nella prefettura di Fukuoka, in Giappone. Fu costruita in pietra e malta per garantire l'approvvigionamento idrico per le acciaierie locali tra il 1919 e il 1927. Un tempo era conosciuta come la "migliore diga dell'Oriente". 
Da segnalare il vicino ponte d'acciaio di Minami Kawachi, completato nel 1926. Fa parte del parco seminazionale di Kitakyūshū ed è un patrimonio industriale nazionale dal 2007. Un'escursione tra le montagne parte da questi siti. Il ponte di Minami Kawachi sul bacino venne classificato come bene culturale importante nel 2006.